# Homura
«Homura» (яп. 炎 Хомура, «Пламя») — песня японской певицы LiSA. Композиция является семнадцатым синглом исполнительницы и включает в себя ещё три трека. Лейблы Sacra Music и Sony Music Japan выпустили песню 14 октября 2020 года. Песня стала заглавной темой аниме-фильма «Истребитель демонов: Поезд „Бесконечный“» (2020). В 2020 году «Homura» получила гран-при премии Japan Record Awards.

## Создание и выход
В июле 2019 года LiSA выпустила песню «Gurenge», ставшую заглавной темой аниме-сериала «Истребитель демонов». «Gurenge» ждал коммерческий успех: песня попала на вторую позицию в чартах Japan Hot 100, а Японская ассоциация звукозаписывающих компаний (RIAJ) присвоила ей сертификацию «Миллион». Песня «Homura» была анонсирована 2 августа 2020 года как заглавная тема киноверсии сериала, «Истребитель демонов: Поезд „Бесконечный“», премьера которого состоялась 16 октября 2020 года. Сингл был выпущен лейблами Sacra Music и Sony Music Japan 14 октября как в цифровом формате, так и на CD-дисках. В тот же день LiSA выпустила свой студийный альбом «Leo Nine». На физических носителях композиция стала доступна в трёх вариациях: обычной, ограниченной и ограниченном пресс-релизе. Во всех трёх версиях на стороне А записана «Homura», а на стороне Б — «Lost romance». И обычный, и пресс-релиз также содержат на стороне Б песню «Leopardess», а в ограниченном издании на стороне Б в качестве эксклюзива вместо неё присутствует «My Friends Forever».

## Композиция
LiSA написала «Homura» совместно с композитором Юки Кадзиурой, которая также руководила производством. С точки зрения музыки, песня является балладой. О песне LiSA рассказала: «Меня уже привлекали к множеству аниме-проектов, и „Homura“ стала очередной песней, которую я написала с мыслью о совместимости с работой, которую она будет сопровождать, как и любой другой написанный мной трек». В контексте фильма песня используется как реквием по Кёдзюро Рэнгоку, а текст показывает события с его точки зрения.

## Видеоклип
Видеоклип на песню, снятый Масакадзу Фукацу, вышел на YouTube-канале LiSA 14 октября 2020 года. До этого 2 октября там же был выпущен трейлер к ней. В клипе LiSA исполняет песню на одиноком морском пляже, в то время как небо на заднем плане сменяет цвета в связи с приходом рассвета.

## Коммерческий успех

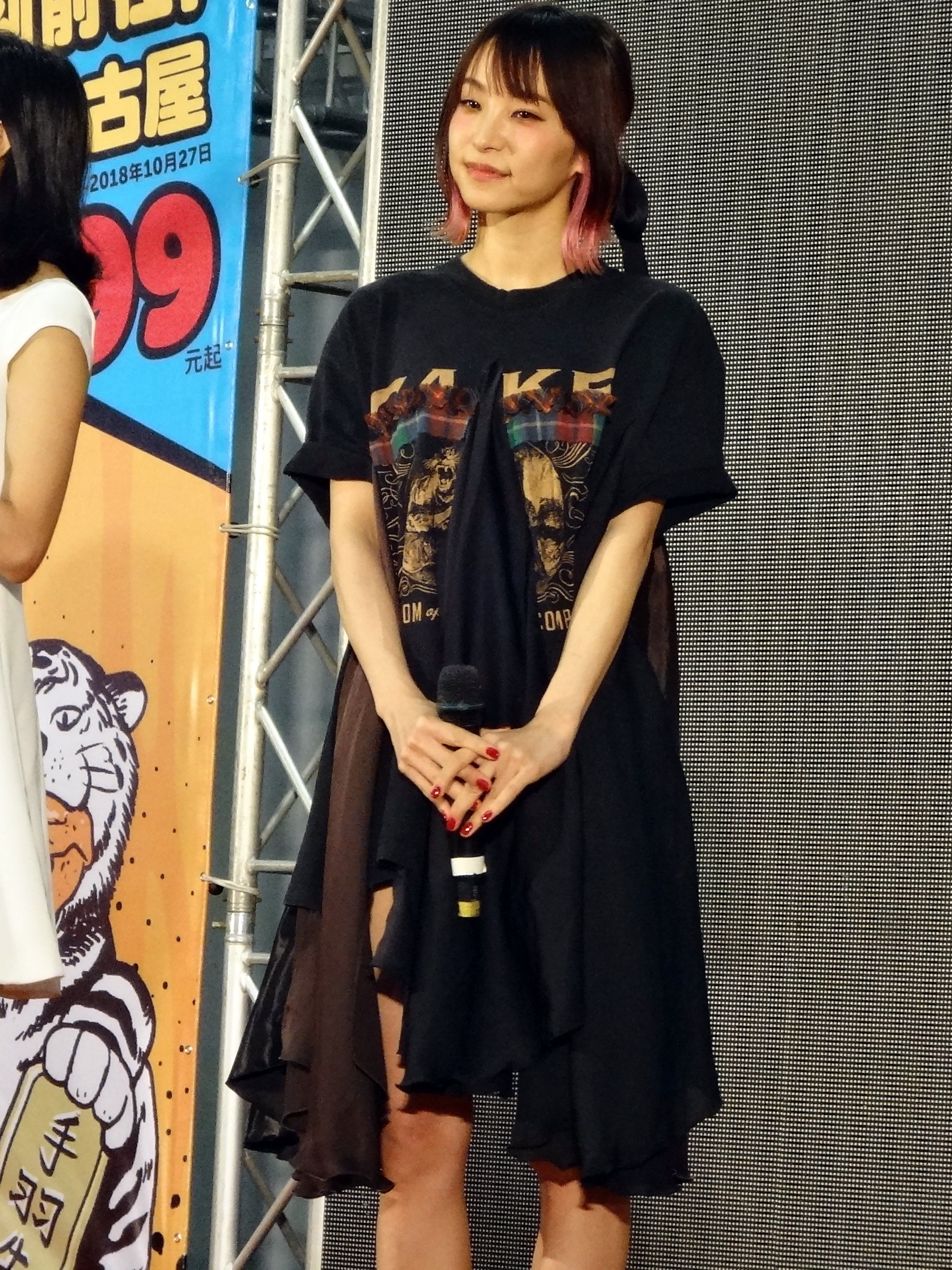
С выходом песни «Homura» и альбома «Leo-Nine» LiSA (на фото) стала первым артистом, одновременно выпустившим песню и альбом, попавшие на первое место в чартах Billboard Japan.

20 октября 2020 года «Homura» попала на первое место в чартах Oricon Singles Chart при 68 000 проданных копий за первую неделю. Кроме того, в то же время LiSA возглавила чарт Oricon Albums Chart с альбомом «Leo-Nine». Таким образом, LiSA стала первой за 16 лет и 6 месяцев женщиной-артистом с подобным результатом после Хикару Утады. В то же время сингл возглавил чарты Weekly Digital Single и Combined Streaming, продав более 141 000 цифровых загрузок и 8,67 млн прослушиваний на стриминговых платформах в первую неделю. В свою вторую неделю песня удерживала лидерство, продав ещё 42 000 копий. Таким образом, LiSA стала первой с момента выхода сингла «Toilet no Kamisama» (2011) Каны Уэмуры женщиной-артистом, удерживавшим первое место в течение двух недель подряд. В чартах цифровых синглов песня была платно загружена 133 087 раз и прослушана на стриминговых платформах более 16,74 млн раз, побив рекорд прослушиваний, установленный мини-альбомом «Make You Happy» (2020) группы NiziU. На неделе, начинающейся 3 ноября, «Homura» осталась на первом месте с 32 000 проданных копий, таким образом удерживая лидерство в чартах Oricon в течение трёх недель. Она стала первой такой песней за 12 лет с момента выхода «Dangan Faitā» (2007) группы SMAP. На неделе, начинающейся 23 декабря 2020 года, сингл уже в течение десяти недель продолжал сохранять лидерство, на этот раз обойдя песню Кэнси Ёнэдзу «Lemon», которой до этого принадлежал рекорд по наибольшему числу недель на первом месте. На следующей неделе она сохранила свою позицию, продержавшись в лидерах 11 недель и став таким образом самым долгоиграющим лидером чартов.
Продав 65 000 копий в свою первую неделю, «Homura» заняла первое место в чартах Japan Hot 100. В то же время «Leo-Nine» возглавил чарт Hot Albums, и LiSA стала первым в истории исполнителем, чьи песня и альбом одновременно заняли в чартах первые позиции. Песня сохранила лидерство во вторую неделю с 28 832 проданными копиями и 18,8 млн прослушиваний. Когда «Gurenge» вернулась на второе место, LiSA заняла сразу две лидерские позиции в чартах. В опубликованном изданием Billboard Japan 7 декабря 2020 года стриминговом чарте сингл собрал в общей сложности более 100 млн прослушиваний, сделав это всего за семь недель и побив рекорд песни группы BTS «Dynamite» (2020). В конце года песня попала на девятое место среди самых успешных синглов по мнению Japan Hot 100. RIAJ присвоила «Homura» платиновую сертификацию за продажу 250 000 физических копий и «Миллион» за превышение отметки в 1 млн цифровых продаж.
По состоянию на 24 октября 2020 года «Homura» дебютировала на 62-м месте в хит-параде Billboard Global 200 и на 21-м в Billboard Global Excl. US. В свою вторую неделю песня достигла девятого места в Billboard Global 200 с 19,4 млн прослушиваний на стриминге и 97 000 платных загрузок по всему миру. В то же время она оказалась на второй позиции в чартах Billboard Global Excl. US.

## Список композиций
| №                   | Название                | Текст песни         | Музыка              | Руководитель        | Длительность |
| ------------------- | ----------------------- | ------------------- | ------------------- | ------------------- | ------------ |
| 1.                  | «Homura»                | Юки Кадзиура LiSA   | Юки Кадзиура        | Юки Кадзиура        | 4:34         |
| 2.                  | «Lost romance»          | LiSA                | Сё (My First Story) | Сё (My First Story) | 3:57         |
| 3.                  | «Leopardess»            | Сарари Мацубара     | Ни-юнк (Back On)    | Ни-юнк              | 3:06         |
| 4.                  | «My Friends Forever»    | Масато Канай        | Кацуми Ониси        | Рё Эгути            | 4:28         |
| 5.                  | «Homura (Instrumental)» |                     |                     |                     | 4:34         |
| Общая длительность: | Общая длительность:     | Общая длительность: | Общая длительность: | Общая длительность: | 21:00        |

| №  | Название                | Длительность |
| -- | ----------------------- | ------------ |
| 1. | «Homura»                | 4:34         |
| 2. | «Lost romance»          | 3:57         |
| 3. | «Leopardess»            | 3:06         |
| 4. | «Homura (Instrumental)» | 4:34         |

| №  | Название                | Длительность |
| -- | ----------------------- | ------------ |
| 1. | «Homura»                | 4:34         |
| 2. | «Lost romance»          | 3:57         |
| 3. | «My Friends Forever»    | 4:28         |
| 4. | «Homura (Instrumental)» | 4:34         |

## Чарты
| Чарт (2020)                         | Высшая позиция |
| ----------------------------------- | -------------- |
| Billboard Global 200                | 8              |
| Япония (Japan Hot 100)              | 1              |
| Япония (Oricon)                     | 1              |
| США World Digital Songs (Billboard) | 7              |

| Чарт (2020)               | Позиция |
| ------------------------- | ------- |
| Япония (Oricon)           | 23      |
| Japan Hot 100 (Billboard) | 9       |

## Сертификации
| Япония (RIAJ) · Физический сингл | Платиновый | 250 000^     |
| Япония (RIAJ) · Цифровой сингл | Миллион    | 100 000 000* |
| Япония (RIAJ) | Платиновый | 100 000 000† |
| (* данные о продажах, основанные только на сертификации) (^ данные о партиях основаны только на сертификации) († продажи+стриминг, основанные только на сертификации) |            |              |